# Bzyb (fiume)
Il Bzyb o Bzipi (in georgiano ბზიფი?, Bzipi; in abcaso Бзыԥ, Bzyṗ) è uno dei principali fiumi dell'Abkhazia e il dodicesimo fiume più lungo della Georgia. Tra il 1904 e il 1917, il fiume segnava il confine interno all'Impero russo tra il distretto di Sukhumi e il governatorato del Mar Nero.